# Tena (Colombia)
Tena è un comune della Colombia facente parte del dipartimento di Cundinamarca.
Il centro abitato venne fondato nel 1607.